# Подгорная (Шевденицкий сельсовет)
Подго́рная — деревня в Тарногском районе Вологодской области.
Входит в состав Тарногского сельского поселения, с точки зрения административно-территориального деления — в Шевденицкий сельсовет.
Расстояние до районного центра Тарногского Городка по автодороге — 13 км. Ближайшие населённые пункты — Курковская, Климово, Конец.
По переписи 2002 года население — 5 человек.